# キヤノン・アートラボ
キヤノン・アートラボは、キヤノン株式会社の文化支援プログラムとして1990年から2001年まで存在。キヤノンの推進するデジタルテクノロジーをアートに適用し、科学と芸術の融合による新たなアート領域の創造をめざすラボラトリー（実験工房）として活動。アーティストとキヤノンのエンジニアとのコラボレーションによる新作を主軸に年に1、2回の展覧会を開催、国内外のメディア・アートにおける先駆的な功績を残した。

## 活動
アーティストとエンジニアとのコラボレーションによる作品を制作し展覧会やウェブで発表する「アートラボ企画展」、海外の重要な作品を紹介する「アートラボ・プロスペクト展」を含む、合計17の展覧会を開催、制作された多くの作品は国内外を巡回した。他に出版やトークの開催、キヤノン製品による機器サポートを実施。阿部一直と四方幸子のキュレーションの下、招聘したアーティストとキヤノン内部のエンジニアが協同し、作品に用いる技術そのものも新たに開発するというワーク・イン・プログレス形式で作品制作を展開していた。東京・六本木のアートラボには、事務局と専任のキヤノンのエンジニアが常駐する「ファクトリー」があり、展覧会は作品に応じて東京都心のスペースを借りて開催された。

### アートラボ企画展
独自のキュレーションおよび作品制作による展覧会。デジタルテクノロジーを自らの表現に取り込むことにより、新たな世界を展開する国内外のアーティストとキヤノンのエンジニアが約1年間のコラボレーションにより作品制作を行い展覧会にて発表。作品のヴァージョンアップや国内外の展覧会に際するサポートも行った。

### アートラボ・プロスペクト展
オリジナル制作にとらわれず、独自のキュレーションによって多様化するマルチメディア時代の可能性を開いていく斬新なアート作品、才能を幅広く一般に紹介。

### 技術＆機器サポート
作品制作のために、アーティストにカラー複写機、フィルムスキャナ使用の機会を提供。

### 出版
アートラボ開始時に「ARTLAB Concept Book」を、最初の2年間に雑誌「NeN(New Environment)」を計2冊発行。アートラボ企画展のカタログは、第8回企画展まで（インターネット上開催の第5回企画展を除く）とオープン・コラボレーション展を含め計8冊発行。2000年に刊行されたキヤノンの文化支援活動を紹介する「Partners of Forerunners」では、1991年に開始された新進写真家発掘のための公募プログラム写真新世紀とともに2000年までのアートラボ活動が紹介されている（すべて非売品）。

### トーク他
1991年のアートラボ第1回企画展開催時にシンポジウム「デジタル・アートの環境と未来」（パネリスト：伊藤俊治、奥出直人、オットー・E・レスラー、フィリップ・ケオ、藤幡正樹）を開催。また展覧会場やアートラボにおいてトークやイベントを開催した。

## 展覧会履歴
- アートラボ第1回企画展「ARTLAB」(1991/6/27- 7/6) アーティスト：コンプレッソ・プラスティコ（平野治朗＋松蔭浩之）、中原浩大、福田美蘭、会場：TEPIA（東京・北青山）[2]
- アートラボ第2回企画展「ARTLAB2」(1992/7/17-27) アーティスト：ヘラルド・ファン・ダー・カープ（オランダ）、ミッション・インヴィジブル（石原友明、松井智恵）（日本）、会場：ニューピアホール（東京・浜松町）[2]
- アートラボ・オープン・コラボレーション展（公募展）「PSYCHOSCAPE - アートからの精神観測」(1993/3/27-4/7) アーティスト： Boulbous Plants（岡崎乾二郎＋津田佳紀）、DTI (Digital Therapy Institute)（沖啓介、ヘンリー川原）、本木秀明、会場：O美術館（東京・大崎）[2]
- アートラボ第3回企画展「パーセプチュアル アリーナ - 空間のパラドックス」(1993/9/23-10/11) アーティスト：ウルリーケ・ガブリエル（ドイツ）、会場：ヒルサイドプラザ（東京・代官山）[2]
- アートラボ第4回企画展「LOVERS - 永遠の恋人たち」(1994/9/23-10/3) アーティスト：古橋悌二、会場：ヒルサイドプラザ（東京・代官山）[2]
- アートラボ第1回プロスペクト展「TERRAIN [テライン]」(1995/4/22- 30)　アーティスト：ウルリーケ・ガブリエル（ドイツ）、会場：東長寺講堂P3（東京・四谷）[2]
- アートラボ第5回企画展「Molecular Clinic [モレキュラー クリニック] 1.0 On the Internet」(1995/10/21-1996/4/31) アーティスト：三上晴子[2]
- アートラボ第6回企画展「Molecular Informatics [モレキュラー インフォマティクス] - 視線のモルフォロジー」(1996/3/30-4/7) アーティスト：三上晴子、会場：ヒルサイドプラザ（東京・代官山）[2]
- アートラボ第2回プロスペクト展「Virtual Cage [ヴァーチャル・ケージ]」(1997/5/17- 28) アーティスト：クリスティアン・メラー、会場：東長寺講堂P3（東京・四谷）[2]
- アートラボ第7回企画展「IO_DENCIES [テンデンシーズ] - 情報からの都市への問い」(1997/10/4- 10/12) アーティスト：ノウボティック・リサーチ（KR+cF）、会場：ヒルサイドプラザ（東京・代官山）[2]
- アートラボ特別展「LOVERS / frost frames」(1998/5/10 - 21)　アーティスト：古橋悌二／高谷史郎、会場：スパイラルガーデン（東京・南青山）[2]
- アートラボ第8回企画展「SoundCreatures [サウンド クリーチャーズ](1998/10/17- 11/1) アーティスト：江渡浩一郎、会場：ヒルサイドプラザ（東京・代官山）[2]
- アートラボ第3回プロスペクト展「ウルティマ・ラティオ - 物語のカスケード」(1999/5/27- 6/6)　アーティスト：ダニエラ・アリーナ・プレーヴェ（ドイツ）、会場：スパイラルガーデン（東京・南青山）[2]
- 「SoundCreatures on the Web」(1999-2001) アーティスト：江渡浩一郎[1]
- アートラボ第9回企画展「分離する身体」(1999/10/6 - 17) アーティスト：関口敦仁、会場：ヒルサイドプラザ（東京・代官山）[3]
- アートラボ第4回プロスペクト展「DRIVE [ドライヴ]」(2000/5/17 - 28) アーティスト：ジョーダン・クランダル（米国）、スパイラルガーデン（東京・南青山）[2]
- アートラボ第10回企画展「polar [ポーラー] 」(2000/10/28 - 11/6) アーティスト：カールステン・ニコライ（ドイツ）＋マルコ・ペリハン（スロヴェニア）、会場：ヒルサイドプラザ（東京・代官山）[2]
- アートラボ第5回プロスペクト展「R111 - 仮想から物質へ」 (2001/6/1 - 17)　アーティスト：ミヒャエル・サウプ＋supreme particles、会場：スパイラルガーデン（東京・南青山）

### 受賞歴
- アートラボ活動が「企業メセナ大賞 '96 審査員特別賞」を受賞(1996)[2]
- 古橋悌二「LOVERS」（第4回企画展作品）ニューヨーク近代美術館（MoMA）（米国）に収蔵(1998)[2]
- ノウボティック・リサーチ（KR+cF）「IO_DENCIES」（第7回企画展作品）Prix Ars Electronica 98（オーストリア）ネット部門のGolden Nica賞（グランプリ）受賞(1998)[2]
- 江渡浩一郎「SoundCreatures」（第8回企画展作品）Prix Ars Electronica 99（オーストリア）インタラクティブ・アート部門に入賞(1999)[2]
- カールステン・ニコライ＋マルコ・ペリハン「polar」（第10回企画展作品）Prix Ars Electronica 2001（オーストリア）インタラクティブ・アート部門のGolden Nica賞（グランプリ）受賞(1998)

## 脚註